# Виконт де Линарес
Виконт де Линарес — испанский дворянский титул. Он был создан 31 октября 1628 года королем Испании Филиппом IV для Диего де Варгаса Манрике и Айялы, 1-го маркиза де ла Торре-де-Эстебан-Амбран.

## Виконты де Линарес
|                                             | Титул                                                          | Период                                      |
| Креация создана королем Испании Филиппом IV | Креация создана королем Испании Филиппом IV                    | Креация создана королем Испании Филиппом IV |
| ------------------------------------------- | -------------------------------------------------------------- | ------------------------------------------- |
| I                                           | Диего де Варгас Манрике и Айяла                                | 1628-                                       |
| II                                          | Антонио де Варгас Манрике и Сапата                             |                                             |
| III                                         | Хуан де Варгас Манрике и де ла Калье                           |                                             |
| IV                                          | Исабель де Варгас и Аларкон                                    |                                             |
| V                                           | Хосе Антонио де Рохас Ибарра и Варгас                          |                                             |
| VI                                          | Лусия де Рохас и Миранда                                       | ? −1832                                     |
| VII                                         | Мануэль де Салаберт и де Торрес                                | 1832-1834                                   |
| VIII                                        | Нарсисо де Салаберт и Пинедо                                   | 1834-1885                                   |
| IX                                          | Андрес Авелино де Салаберт и де Артеага                        | 1885-1925                                   |
| X                                           | Касильда де Салаберт и Артеага                                 | 1925-1936                                   |
| XI                                          | Луис Хесус Фернандес де Кордова и Салаберт                     | 1936-1956                                   |
| XII                                         | Виктория Евгения Фернандес де Кордова и Фернандес де Энестроса | 1959-2013                                   |
| XIII                                        | Виктория Елизавета де Гогенлоэ-Лангенбург и Шмидт-Полекс       | 2018 — настоящее время                      |

## История виконтов де Линарес
- Диего де Варгас Манрике и Айяла, 1-й виконт де Линарес, 1-й маркиз де ла Торре-де-Эстебан-Амбран.

1. Супруга — Мария де Сапата Карденас и Мендоса, дочь графа де Барахас. Ему наследовал их сын:

- Антонио де Варгас Манрике и Сапата, 2-й виконт де Линарес, 2-й маркиз де ла Торре-де-Эстебан-Амбран.

1. Супруга — Мария Антони де ла Калье
2. Супруга — Анна Руис де Аларкон. Ему наследовал его сын от первого брака:

- Хуан де Варгас Манрике и де ла Калье, 3-й виконт де Линарес, 3-й маркиз де ла Торре-де-Эстебан-Амбран.

- Исабель де Варгас и Аларкон, 4-я виконтесса де Линарес, 4-я маркиза де ла Торре-де-Эстебан-Амбран

1. Супруг — Хосе Антонио де Рохас Ибарра и Агилера, 6-й граф де Мора. Ей наследовал их сын:

- Хосе Антонио де Рохас Ибарра и Варгас, 5-й виконт де Линарес, 4-й маркиз де ла Торре-де-Эстебан-Амбран, 7-й граф де Мора

1. Супруга — Мария Антония де Миранда и Вильясис. Ему наследовала их дочь:

- Лусия де Рохас и Миранда (? — 1832), 6-я виконтесса де Линарес, 9-я графиня де Мора

- Мануэль де Салаберт и де Торрес (1779—1834), 7-й виконт де Линарес, сын Феликса де Салаберта Агуэрри O’Брайена и О’Коннора Фали, 5-го маркиза де ла торресилья (? — 1807), и Розы де Торрес Фелоага Понсе де Леон и Варгас (1756—1793)

- Нарсисо де Салаберт и Пинедо (1830—1885), 8-й виконт де Линарес, сын предыдущего и Марии Касильды де Пинедо (1799—1841)

1. Супруга — Мария Хосефа де Артеага и Сильва (1832 — ?). Ему наследовал их сын:

- Андрес Авелино де Салаберт и де Артеага (1864—1925), 9-й виконт де Линарес, 10-й герцог Сьюдад-Реаль, 8-й маркиз де ла Торресилья, 9-й маркиз де Наваэрмоса, 11-й граф де Арамайона. Бездетен. Ему наследовала его сестра:

- Касильда Ремигия де Салаберт и Артеага (1858—1936), 10-я виконтесса де Линарес, 11-я герцогиня де Сьюдад-Реаль, 9-я маркиза де ла Торресилья, 9-я маркиза де Наваэрмоса, 11-я графиня де Арамайона, 7-я графиня де Офалия.

1. Супруг — Луис Фернандес де Кордова и Перес де Баррадас (1851—1879), 16-й герцог Мединасели.
2. Супруг — Мариано Фернандес де Энестроса и Ортис де Мионьо, 1-й герцог де Санто-Мауро. Ей наследовал её сын от первого брака:

- Луис Хесус Фернандес де Кордова и Салаберт (1880—1956), 11-й виконт де Линарес, 17-й герцог де Мединасели.

1. Супруга — Анна Мария Фернандес де Энестроса и Гайосо де лос Кобос (1879—1938)
2. Супруга — Мария де ла Консепсьон Рей и Пабло-Бланко (? — 1971). Ему наследовал его старшая дочь от первого брака:

- Виктория Евгения Фернандес де Кордова и Фернандес де Энестроса (1917—2013), 12-я виконтесса де Линарес, 18-я герцогиня де Меднасели.

1. Супруг — Рафаэль Медина и Вильалонга (1905—1992). Ей наследовала её правнучка в 2018 году.

- Виктория Елизавета де Гогенлоэ-Лангенбург и Шмидт-Полекс (род. 1997), 13-я виконтесса де Линарес, 20-я герцогиня де Мединасели, дочь принца Марко Гогенлоэ-Лангенбурга, 19-го герцога де Мединасели (1962—2016), и Сандры Шмидт-Полекс (род. 1968), внучка принца Макса фон Гогенлоэ-Лангенбурга (1931—1994), и Анны Луизы де Медина и Фернандес де Кордовы, 13-й маркизы де Наваэрмоса и 9-й графини де Офалия (1940—2012), единственной дочери Виктории Евгении Фернандес де Кордовы, 18-й герцогини де Мединасели (1917—2013).